# Mintilogli
Mintilogli  este un oraș în Grecia în Prefectura Ahaia.